# Argyractis holocycla
Argyractis holocycla là một loài bướm đêm trong họ Crambidae.